# Norbert Mészáros
Norbert Mészáros (Pápa, 19 agosto 1980) è un calciatore ungherese, difensore del Nagykálló.

## Carriera

### Club
Ha giocato nella prima divisione dei campionati ungherese e tedesco.

### Nazionale
Ha esordito in nazionale nel 2012.

## Palmarès

### Club

#### Competizioni nazionali
- Coppa d'Ungheria: 4

Debrecen: 2007-2008, 2009-2010, 2011-2012, 2012-2013
- Campionato ungherese: 3

Debrecen: 2009-2010, 2011-2012, 2013-2014